# Rave Culture
Rave Culture (dt. Rave Kultur) ist ein niederländisches Musiklabel, das im Jahr 2018 vom niederländischen DJ- und Produzenten-Duo W&W alias Willem van Hanegem und Ward van der Harst gegründet wurde. Es ging aus ihrem bisherigen Plattenlabel Mainstage Music hervor und bildete anfangs ein Imprint vom Major-Label Armada Music, des niederländischen Produzenten Armin van Buuren. Seit 2020 ist das Label Teil der Rave Culture Group B.V. Es ist überwiegend auf die Veröffentlichung von Produktionen aus den Bereichen des Electro-House’, Happy Hardcores und Hardstyles ausgelegt. Zu den Künstlern, die fest bei Rave Culture unter Vertrag stehen, gehören Axmo, STVW und KEVU, während auch einzelne Lieder anderer Künstler lizenziert werden.

## Geschichte

### 2012 bis 2018: Vorgänger: Mainstage Music
Den Vorgänger von Rave Culture stellt das Musiklabel Mainstage Music dar, das von W&W am 9. April 2012 gegründet wurde, um ihre Musik sowie die Musik, die sie lieben zu repräsentieren. Ursprünglich fokussierte sich Mainstage Music auf die Musikrichtung Trance, bis sich W&W 2013 dem Big-Room-Genre zuwandten. In den Folgejahren entwickelte sich das Label zu einer bedeutenden Größe in dem Bereich der elektronischen Musik und veröffentlichte Singles von unter anderem Armin van Buuren, Headhunterz, D-Block & S-te-Fan und Twoloud. Auch neue Künstler wurden durch Mainstage Music unterstützt und in der EDM-Szene etabliert. Dazu gehören Maestro Harrell, Kenneth G, Twiig und Maurice West, die heute teilweise auch auf Rave Culture aktiv sind. Darüber hinaus hostete das Label eigene Bühnen auf Festivals.
Die letzte Single, die über Mainstage Music erschien, wurde am 21. Mai 2018 in Form von Maurice Wests Robots in Love veröffentlicht, bevor das Label seine Aktivität ohne ein Statement vorerst einstellte.

### 2018: Gründung von Rave Culture als Imprint
Am 1. Oktober 2018 startete eine Kampagne zum Rebranding von Mainstage Music. In einem Video, das sie auf ihren Social-Media-Profilen posteten, wurde die Neuausrichtung des Labels mit neuem Logo und unter neuem Namen Rave Culture gezeigt. Im Hintergrund war der gleichnamige Song von W&W zu hören, der zuvor schon bei mehreren Liveauftritten vorgestellt wurde. Sowohl das Release des Songs, als auch die Neugründung des Plattenlabels erfolgte am 8. Oktober 2018.
Beim Amsterdam Dance Event am 19. Oktober 2018 veranstaltete das Label eine kostenlose Eröffnungsfeier im Club Nova, bei der unter anderem W&W, Maurice West und D-Block & S-Te-Fan auftraten.
Am 12. November 2018 erschien erstmals eine Veröffentlichung eines anderen Artists als W&W. Diese wurde durch die Single The Kick von Maurice West dargestellt. Bereits mit den Folge-Veröffentlichungen wurden die Musikstile von Big-Room auf unter anderem Hardtrance, Hard-House und Hardstyle aus. Im Jahr 2020 wurde mit dem Song Rave Love von W&W und Axmo eine Mischung der Genres Happy Hardcore, Hardstyle und Big-Room etabliert, die in späteren Veröffentlichungen aufgegriffen wurde.
Für die Veröffentlichung der Single The Light von W&W und Kizuna AI wurde das Label Rave Culture Asia gegründet. Unter dem Deckmantel des neuen Sublabels wurde im September 2019 in Tokios größten Club ageHa ein Event organisiert.
Beim Sziget Festival 2019 hostete das Label eine eigene Bühne, beim Amsterdam Dance Event 2019 das gesamte Event für eine Nacht.
Am 23. März 2020 wurde auf den Social-Media-Kanälen des Labels ein DJ-Mix mit dem Titel Future Heroes Of Bigroom Vol. 1 veröffentlicht, der eine Reihe neuer Lieder von verschiedenen Künstlern vorstellte, die noch im selben Jahr veröffentlicht werden sollten. Zwischen dem 15. und dem 22. Juni 2020 erschien eine erste EP über das Label. Diese trug den Namen Royal und enthält vier Lieder, die von Sandro Silva und Kevu produziert wurden.

### Seit 2020: Gründung von Rave Culture als Marke
Im September 2020 wurde Rave Culture unabhängig. Dies geschah durch den Bezug eines eigenen Büros gemeinsam mit dem Manager Phillip Driessen, der unter anderem für W&W und weitere Rave-Culture-Mitglieder aktiv ist, in Amsterdam. Um das vorherige Imprint-Musiklabel als Marke auszubauen, wurde die Holding Rave Culture Group B.V., unter deren Dach das Musiklabel Rave Culture Music und der Merch-Shop Rave Culture Clothing, für den besonders Driessens Artist-&-Brand-Development-Agentur 20 Agency aktiv ist, gegründet. W&W sagen zu diesem Schritt, dass sie die „Freiheit der Kunstfertigkeit in allen Aspekten ermöglichen“ wollen, „sowohl mit Blick auf Musik als auch auf Design“. Die erste Single, die über das eigenständige Musiklabel veröffentlicht wurde, war der Song Activating von Maddix.
Am 28. Januar 2022 erschien die NWYR-Single The Lone Ranger, die sich durch Einflüsse aus dem Bereich der Techno-Musik auszeichnete. Für Veröffentlichungen, die diesen Stil vertreten wurde das Sub-Label Rave Culture: Dystopia gegründet.
Am 23. März 2022 folgte eine zweite Episode des Future-Heroes-Of-Bigroom-DJ-Mixes. Dieser trug den Titelzusatz Multiverse Edition, was eine Anspielung auf den etwa zeitgleich erschienenen Superheldenfilm Doctor Strange in the Multiverse of Madness und adaptierte das Cover des ersten Mixes und stellte die darauf zusehenden Superhelden in unterschiedlichen Positionen dar. Im Mix wurden erneut viele kommende Veröffentlichungen vorgestellt.
Am 15. April 2022 veröffentlichte der DJ und Produzent Niviro die zweite EP, die über Rave Culture erschien. Sie trug den Titel Million Miles.

## Stil
Sowohl die Musikvideos, als auch die Live-Streams orientieren sich an einem gemeinsamen Stil. Sie spielen allesamt an einem fiktiven Ort, der Rave Culture City getauft wurde. Dabei werden bestimmte Geschichten und Atmosphären stets wieder aufgegriffen und Orte wie die Rave Culture Arena und der Club Mythic erneut besucht. Auch die Single-Cover zeigen neben dem Logo des Labels Schauplätze aus der fiktiven Stadt.

## Künstler

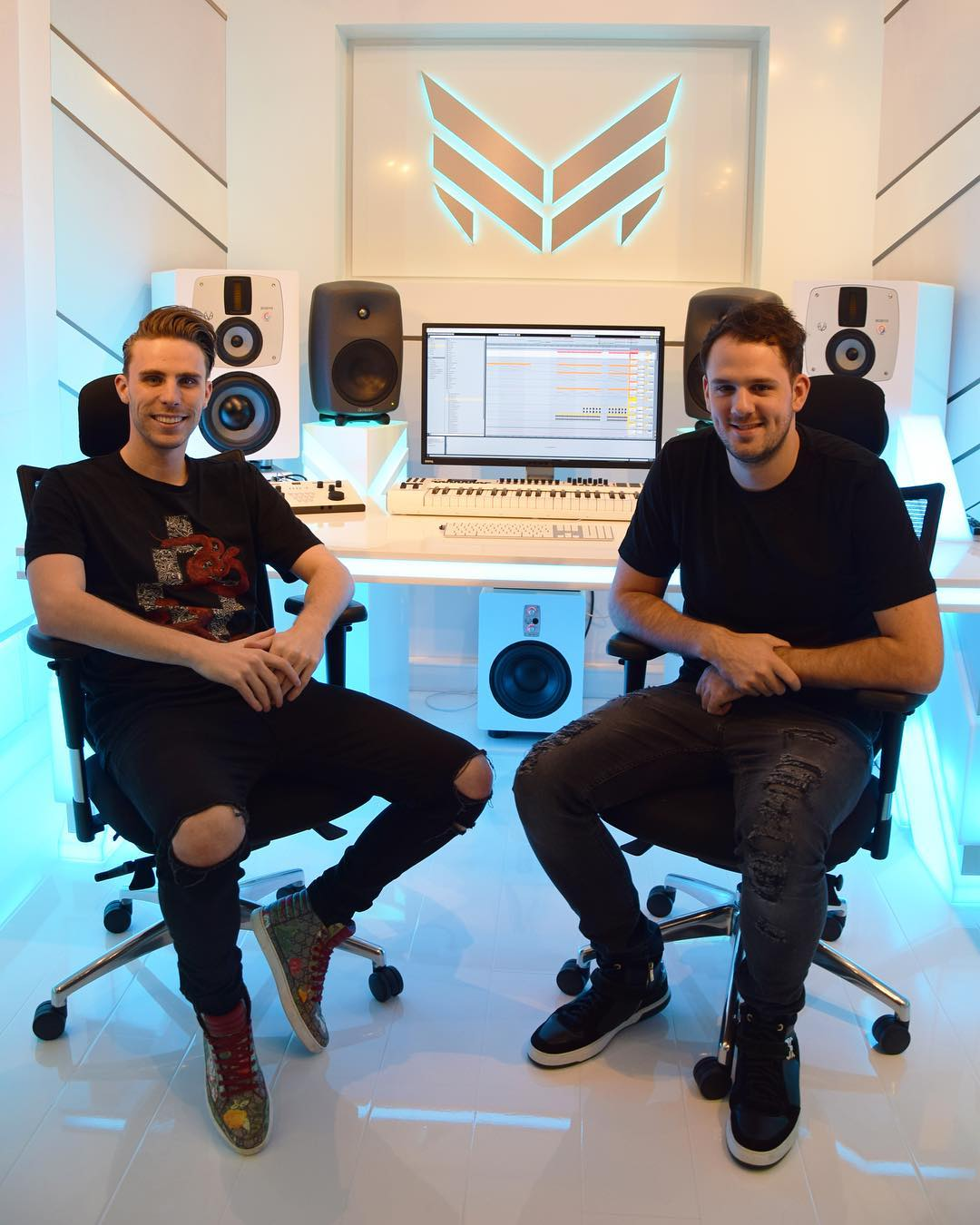
Die Gründer W&W

Folgende Künstler sind fest bei „Mainstage Music“ unter Vertrag:
- Ang
- Axmo
- Ben Nicky
- Husman
- KEVU
- Niviro
- SaberZ
- Sandro Silva
- STVW
- W&W
- Wiwek
- Zaxx

## Veröffentlichungen
Die Veröffentlichungen erscheinen in der Regel freitags. Im deutschsprachigen Raum Europas werden ausgewählte Veröffentlichungen vom Hamburger Musiklabel Kontor Records lizenziert.